# Ministerio de Finanzas de Lituania

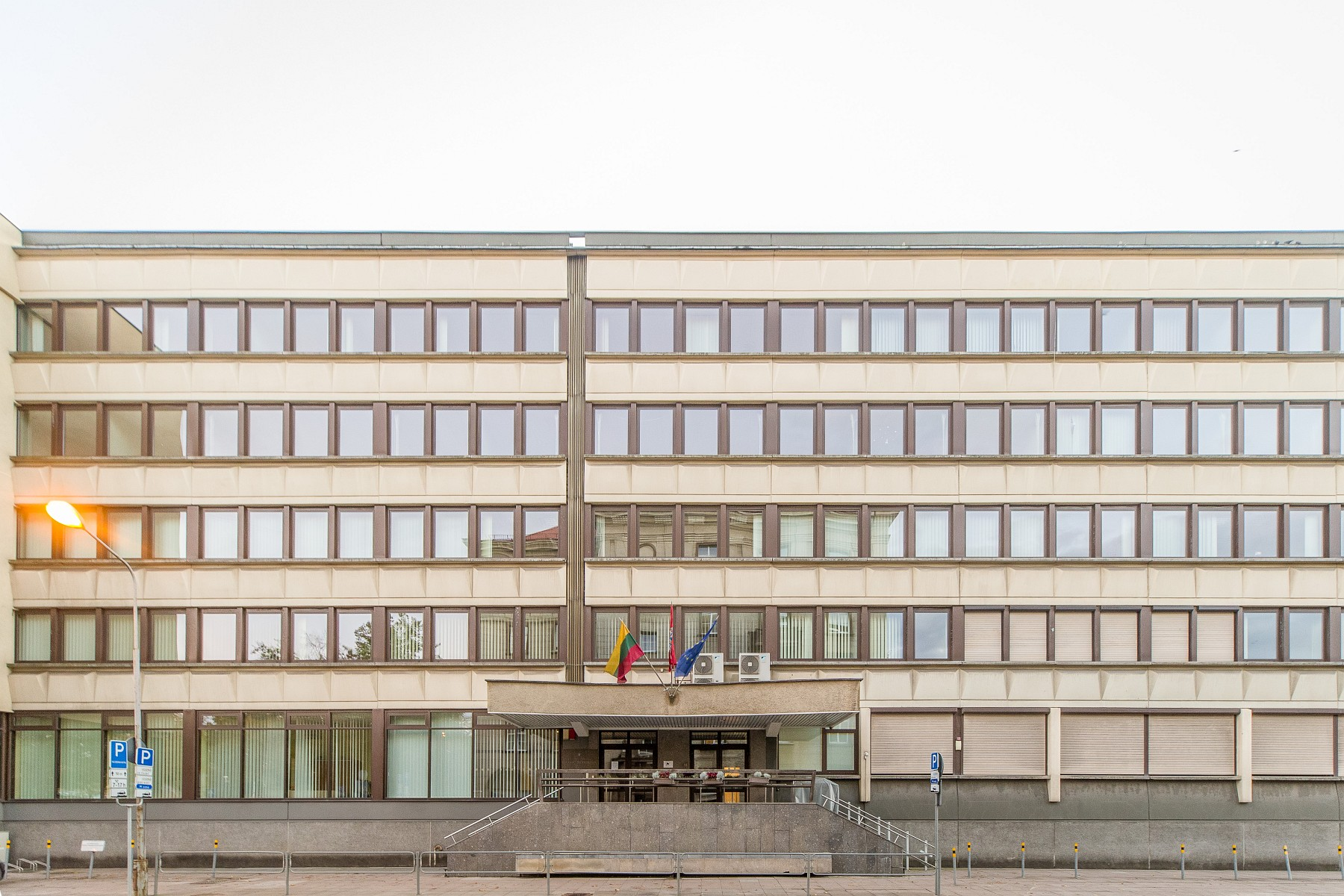

El Ministerio de Finanzas de Lituania (en lituano:  Lietuvos Respublikos finansų ministerija) es uno de los 14 ministerios del Gobierno de Lituania. Tiene su sede en la capital Vilna. Sus operaciones están autorizadas por la Constitución de la República de Lituania, los decretos son emitidos por el Presidente y el Primer Ministro, y las leyes aprobadas por el Seimas (Parlamento). Su misión es formular y aplicar una política eficaz de las finanzas públicas a efectos de asegurar la estabilidad macroeconómica del país y su desarrollo económico. El actual ministro es Vilius Šapoka. 